# 39e cérémonie des Oscars
La 39e cérémonie des Oscars du cinéma s'est déroulée le 10 avril 1967.

## Palmarès et nominations
Les gagnants sont indiqués ci-dessous en premier de chaque catégorie et en caractères gras.

### Meilleur film
- Un homme pour l'éternité (A Man for All Seasons) - Fred Zinnemann, producteur
  - Alfie le dragueur (Alfie) - Lewis Gilbert, producteur
  - Les Russes arrivent (The Russians Are Coming ! the Russians Are Coming !) - Norman Jewison, producteur
  - La Canonnière du Yang-Tse (The Sand Pebbles) - Robert Wise, producteur
  - Qui a peur de Virginia Woolf ? (Who’s Afraid of Virginia Woolf?) - Ernest Lehman, producteur

### Meilleur acteur
- Paul Scofield pour Un homme pour l'éternité
  - Richard Burton pour Qui a peur de Virginia Woolf ?
  - Michael Caine pour Alfie le dragueur
  - Steve McQueen pour La Canonnière du Yang-Tse
  - Alan Arkin pour Les Russes arrivent (The Russians Are Coming, the Russians Are Coming) de Norman Jewison

### Meilleure actrice
- Elizabeth Taylor pour Qui a peur de Virginia Woolf ?
  - Anouk Aimée pour Un homme et une femme de Claude Lelouch
  - Lynn Redgrave pour Georgy Girl de Silvio Narizzano
  - Vanessa Redgrave pour Morgan de Karel Reisz
  - Ida Kamińska pour Le Miroir aux alouettes (Obchod na korze) de Ján Kadár

### Meilleur acteur dans un second rôle
- Walter Matthau pour La Grande Combine (The Fortune Cookie) de Billy Wilder
  - James Mason pour Georgy Girl
  - Robert Shaw pour Un homme pour l'éternité
  - Mako pour La Canonnière du Yang-Tse
  - George Segal pour Qui a peur de Virginia Woolf ?

### Meilleure actrice dans un second rôle
- Sandy Dennis pour Qui a peur de Virginia Woolf ?
  - Wendy Hiller pour Un homme pour l'éternité
  - Jocelyne LaGarde pour Hawaï (Hawaii) de George Roy Hill
  - Vivien Merchant pour Alfie le dragueur
  - Geraldine Page pour Big Boy (You're a Big Boy Now) de Francis Ford Coppola

### Meilleur réalisateur
- Fred Zinnemann pour Un homme pour l'éternité
  - Claude Lelouch pour Un homme et une femme
  - Michelangelo Antonioni pour Blow-Up
  - Richard Brooks pour Les Professionnels (The Professionals)
  - Mike Nichols pour Qui a peur de Virginia Woolf ?

### Meilleur scénario original
- Claude Lelouch et Pierre Uytterhoeven pour Un homme et une femme
  - Michelangelo Antonioni, Tonino Guerra et Edward Bond pour Blow-Up
  - Robert Ardrey pour Khartoum de Basil Dearden et Eliot Elisofon
  - Billy Wilder et I. A. L. Diamond pour La Grande Combine
  - Clint Johnston et Don Peters pour La Proie nue (The Naked Prey) de Cornel Wilde

### Meilleur scénario adapté
- Robert Bolt pour Un homme pour l'éternité
  - Bill Naughton pour Alfie le dragueur
  - Richard Brooks pour Les Professionnels
  - William Rose pour Les Russes arrivent
  - Ernest Lehman pour Qui a peur de Virginia Woolf ?

### Meilleure photographie en noir et blanc
- Haskell Wexler pour Qui a peur de Virginia Woolf ?
  - Joseph LaShelle pour La Grande Combine
  - Kenneth Higgins (en) pour Georgy Girl
  - Marcel Grignon pour Paris brûle-t-il ? de René Clément
  - James Wong Howe pour L'Opération diabolique (Seconds) de John Frankenheimer

### Meilleure photographie en couleurs
- Ted Moore pour Un homme pour l'éternité
  - Ernest Laszlo pour Le Voyage fantastique (Fantastic Voyage) de Richard Fleischer
  - Russell Harlan pour Hawaï
  - Conrad L. Hall pour Les Professionnels
  - Joseph MacDonald pour La Canonnière du Yang-Tse

### Meilleurs décors et meilleure direction artistique en couleurs
- Jack Martin Smith , Dale Hennesy , Walter M. Scott et Stuart A. Reiss pour Le Voyage fantastique
  - Piero Gherardi pour Juliette des esprits (Giulietta degli spiriti) de Federico Fellini
  - Alexander Golitzen, George C. Webb (en), John McCarthy Jr. (en) et John P. Austin (en) pour Un hold-up extraordinaire (Gambit) de Ronald Neame
  - Hal Pereira, Arthur Lonergan (en), Robert R. Benton (en) et James W. Payne pour La Statue en or massif (The Oscar) de Russell Rouse
  - Boris Leven, Walter M. Scott, John Sturtevant (en) et William Kiernan pour La Canonnière du Yang-Tse

### Meilleurs décors et meilleure direction artistique en noir et blanc
- Richard Sylbert et George James Hopkins pour Qui a peur de Virginia Woolf ?
  - Robert Luthardt (en) et Edward G. Boyle pour La Grande Combine
  - George W. Davis, Paul Groesse, Henry Grace et Hugh Hunt pour Mister Buddwing de Delbert Mann
  - Willy Holt, Marc Frédérix et Pierre Guffroy pour Paris brûle-t-il ?
  - Luigi Scaccianoce (en) pour L'Évangile selon saint Matthieu (Il Vangelo secondo Matteo) de Pier Paolo Pasolini

### Meilleurs costumes de films en couleurs
- Elizabeth Haffenden et Joan Bridge pour Un homme pour l'éternité
  - Piero Gherardi pour Juliette des esprits
  - Dorothy Jeakins pour Hawaï
  - Jean-Louis Berthault pour Un hold-up extraordinaire
  - Edith Head pour La Statue en or massif

### Meilleurs costumes de films en noir et blanc
- Irene Sharaff pour Qui a peur de Virginia Woolf ?
  - Helen Rose pour Mister Buddwing
  - Danilo Donati pour La Mandragore (La mandragore) d'Alberto Lattuada
  - Danilo Donati pour L'Évangile selon saint Matthieu
  - Jocelyn Rickards (en) pour Morgan

### Meilleur son
- Franklin E. Milton pour Grand Prix de John Frankenheimer
  - Waldon O. Watson (en) pour Un hold-up extraordinaire
  - Gordon E. Sawyer pour Hawaï
  - James Corcoran pour La Canonnière du Yang-Tse
  - George Groves pour Qui a peur de Virginia Woolf ?

### Meilleur montage de son
- Gordon Daniel pour Grand Prix
  - Walter Rossi (en) pour Le Voyage fantastique

### Meilleur montage
- Fredric Steinkamp, Henry Berman, Stu Linder et Frank Santillo pour Grand Prix
  - William B. Murphy (en) pour Le Voyage fantastique
  - Hal Ashby et J. Terry Williams pour Les Russes arrivent
  - Sam O'Steen pour Qui a peur de Virginia Woolf ?
  - William Reynolds pour La Canonnière du Yang-Tse

### Meilleurs effets visuels
- Art Cruickshank pour Le Voyage fantastique
  - Linwood G. Dunn (en) pour Hawaï

### Meilleure chanson originale
- John Barry (musique) et Don Black (paroles) pour « Born Free » du film Vivre libre (Born Free) de James Hill
  - Johnny Mandel (musique) et Paul Francis Webster (paroles) pour A time for love du film Sursis pour une nuit (An American Dream) de Robert Gist
  - Burt Bacharach (musique) et Hal David (paroles) pour Alfie du film Alfie le dragueur
  - Tom Springfield (musique) et Jim Dale (paroles) pour Georgy Girl du film Georgy Girl
  - Elmer Bernstein (musique) et Mack David (paroles) pour My wishing doll du film Hawaï

### Meilleure musique de film

#### Meilleure partition originale
- John Barry pour Vivre libre
  - Toshirō Mayuzumi pour La Bible (The Bible: In the Beginning...) de John Huston
  - Elmer Bernstein pour Hawaï
  - Alex North pour Qui a peur de Virginia Woolf ?
  - Jerry Goldsmith pour La Canonnière du Yang-Tse

#### Meilleure partition adaptée
- Ken Thorne pour Le Forum en folie (A Funny Thing Happened on the Way to the Forum) de Richard Lester
  - Elmer Bernstein pour Le Retour des sept (Return of the Seven) de Burt Kennedy
  - Harry Sukman pour Dominique (The Singing Nun) de Henry Koster
  - Al Ham (en) pour Stop the World – I Want to Get Off (en) de Philip Saville
  - Luis Bacalov pour L'Évangile selon saint Matthieu

### Meilleur documentaire
- La Bombe (The War Game) de Peter Watkins
  - The Face of a Genius d'Alfred R. Kelman
  - Hélicoptère Canada (en) d'Eugene Boyko
  - The Really Big Family d'Alexander Grasshoff
  - Le Volcan interdit de Haroun Tazieff

### Meilleur film en langue étrangère
- Un homme et une femme de Claude Lelouch •  France
  - Le Pharaon (Faraon) de Jerzy Kawalerowicz •  Pologne
  - La Bataille d'Alger de Gillo Pontecorvo •  Italie
  - Les Amours d'une blonde (Lásky jedné plavovlásky) de Miloš Forman •  Tchécoslovaquie
  - Tri d'Aleksandar Petrović •  Yougoslavie

### Meilleur court métrage (prises de vues réelles)
Wild Wings de Patrick Carey, produit par Edgar Anstey
Turkey the Bridge de Derek Williams
The Winning Strain de Leslie Winik

### Meilleur court métrage (documentaire)
A Year Toward Tomorrow de Edmond Levy
Adolescence de Marin Karmitz
Cowboy de Michael Ahnemann
The Odds Against de Lee R. Bobker
Részletek J.S. Bach Máté passiójából de Tamás Czigány

### Meilleur court métrage (animation)
Herb Alpert and the Tijuana Brass Double Feature de John Hubley
L’Homme cheminée (The Drag) de Carlos Marchiori
The Pink Blueprint de Hawley Prett

### Prix honorifiques

#### Oscar scientifique et d'ingénierie
- Mitchell Camera Corp.
- Arnold & Richter KG

#### Oscar pour une contribution technique
- Panavision, pour le design du Panatron Power Inverter et son application aux caméras

#### Irving G. Thalberg Memorial Award
- Robert Wise

#### Jean Hersholt Humanitarian Award
- George Bagnall

#### Oscars d'honneur
- Yakima Canutt, « pour ses accomplissements en tant que cascadeur et pour avoir développé des dispositifs de sécurité protégeant les cascadeurs où qu'ils soient » (« for achievements as a stunt man and for developing safety devices to protect stunt men everywhere »)
- Y. Frank Freeman, « pour son service exceptionnel et inhabituel de l'Académie durant ses trente années passées à Hollywood » (« for unusual and outstanding service to the Academy during his thirty years in Hollywood »)

## Statistiques

### Nominations multiples
- 13 :
- 10 :
- 9 :
- 8 :
- 7 :
- 6 :
- 5 :
- 4 :
- 3 :
- 2 :

### Récompenses multiples
- 5 / 7 :
- 3 / 5 :
- 2 / 10 :
- 2 / 10 :
- 2 / 9 :

### Les grands perdants
- 1 / 7 :
- 1 / 7 :
- 1 / 4 :
- 1 / 4 :
- 0 / 4 :

nombre de récompenses/nombre de nominations
- Un homme pour l'éternité - 6/8
- Qui a peur de Virginia Woolf ? - 5/13
- La Grande Combine - 1/4
- Un homme et une femme - 2/4
- Le Voyage fantastique - 2/5
- Grand Prix - 3/3
- Vivre libre - 2/2
- Le Forum en folie - 1/1